# Deutsche Gesellschaft für Meeresforschung
Die Deutsche Gesellschaft für Meeresforschung (DGM) bietet einen organisatorischen Rahmen für Informations- und Meinungsaustausch zu meereskundlichen Themen. Die DGM gibt jährlich ein Mitteilungsblatt heraus, das Beiträge und Informationen aus allen Bereichen der Meeresforschung enthält. Darüber hinaus soll das Mitteilungsblatt als Diskussionsforum dienen.

## Gründungsgeschichte
Die Idee zur Gründung einer eigenen Gesellschaft entwickelte sich Ende der 1970er Jahre, als es für fachübergreifende Probleme noch keinen organisatorischen Rahmen gab, in dem Meeresforscher aller Fachrichtungen und aller hierarchischen Ebenen gemeinsam Sachdiskussionen führen und ihren Vorstellungen Ausdruck geben konnten. Auf Grund des positiven Echos, insbesondere in jüngeren Kreisen, wurde 1980 die DGM gegründet und in das Vereinsregister Hamburg eingetragen. Als wichtigste Problembereiche wurden anfangs die staatliche Förderpolitik und die Handhabung des neuen Seerechts gesehen, da sie die Meeresforschung als Ganzes betreffen.

## Verbandsstruktur

### Ziele und Aufgaben
Die DGM unterstützt die persönlichen Kontakte unter den Mitgliedern, beispielsweise indem sie Konferenzen, Vorträge und Kurse koordiniert, mit dem Ziel, den interdisziplinären Gedankenaustausch zu beleben und die Kooperation in Meeresforschungsprojekten zu fördern. Überdies stellt die DGM auch ein Forum der Diskussion forschungspolitischer Fragen dar. Gegenwärtig werden Kontakte zu entsprechenden ausländischen (nationalen) sowie internationalen Gesellschaften gepflegt. Der Schwerpunkt liegt dabei auf denen der Europäischen Gemeinschaft.

### Mitglieder
Die Mitglieder der DGM setzen sich aus allen Disziplinen der Meeresforschung zusammen. Neben Wissenschaftlern sind auch Unternehmer und Studenten in der DGM tätig. DGM Mitglieder können in Arbeitskreisen zu speziellen Themenschwerpunkten aktiv mitarbeiten, recherchieren, sich austauschen und Ergebnisse veröffentlichen.

### Vorstand
Im Vorstand (Stand 2023) der DGM sind Dieter Hanelt (1. Vorsitzender), Frank Schweikert (1. stellvertretender Vorsitzender), Kapitän Stefan Bülow (2. stellvertretender Vorsitzender) und Daniela Jakob.

### Aktivitäten

#### Mitgliederversammlung
Die DGM hält eine jährliche Mitgliederversammlung an wechselnden, bedeutsamen Orten der deutschen Meeresforschung ab. Diese Versammlung dient gleichzeitig als Plattform für eine Vortragsveranstaltung unter dem Titel Meeresforum mit jährlich wechselnden Themengebieten.

## Arbeitskreis Geschichte der Meeresforschung
Auf Initiative der DGM wurde unter Mitwirkung aller maßgeblichen deutschen Meeresforschungseinrichtungen 1987 der 4. Internationale Kongress zur Geschichte der Meeresforschung in den drei Tagungsorten Hamburg, Bremerhaven und Kiel durchgeführt. Über ein Viertel der Beiträge behandelten Aspekte der deutschen Meeresforschung.
Um das gezeigte Interesses an historischen Fragestellungen weiter zu pflegen, gründete sich 1990 ein Arbeitskreis Geschichte der Meeresforschung der DGM. Er trifft sich in der Regel zweimal pro Jahr an unterschiedlichen Orten Norddeutschlands in Kombination mit einem Besuch eines Museums oder einer Ausstellung und behandelt aktuelle Fragen. Die DGM ist bestrebt im Rahmen von Ausstellungen diese öffentlich zu machen.

## Arbeitskreis Studium und Lehre / YOUMARES
Unter dem Dach ihres Arbeitskreises „Studium und Lehre“ veranstaltet die Deutsche Gesellschaft für Meeresforschung DGM seit 2008 jährlich die Jugendkonferenz YOUMARES mit inzwischen bis zu 300 jungen Teilnehmern aus der ganzen Welt. Internationale Studierende ab Bachelorniveau haben die Möglichkeit, sich aktiv in unterschiedlichen selbst definierten wissenschaftlichen Themenrunden zu beteiligen. In Zusammenarbeit mit dem Springer-Verlag werden die Beiträge der Nachwuchswissenschaftler in einem Jahresband veröffentlicht. Das Ziel von YOUMARES ist es, ein dynamisches Nachwuchswissenschaftler-Metanetzwerk zu bilden, welches Meereswissenschaftler, -ingenieure und Jungakademiker angrenzender Gebiete auf persönlicher Ebene und Augenhöhe zusammenbringt und auch die Vernetzung zwischen Wissenschaft und Wirtschaft moduliert. Moderne Meeresforschung besteht nicht nur aus der klassischen Grundlagenforschung, sondern muss ich im Zeitalter der globalen 17 Nachhaltigkeitsziele auch vermehrt um die Schnittstelle zwischen Gesellschaft, Wirtschaft und den angewandten Wissenschaften kümmern. Der an YOUMARES angedockte „Wissenschaft trifft Wirtschaft“- Abend stärkt das Netzwerk zwischen jungen und etablierten mittelständischen Unternehmen sowie wissenschaftlichen Instituten.

## DGM Zukunftsdialog
Zur Vorbereitung auf sein 40-jähriges Bestehen und zur Vernetzung der DGM in der Forschungslandschaft findet am 12. Februar 2019 unterstützt von der Nordakademie im „Dockland“ in Hamburg ein Zukunftsdialog mit allen Mitgliedern und Gästen statt.

### Projekt PLARIMAR
Im PLARIMAR-Projekt sollen Daten über den Belastungszustand verschiedener Ökosysteme mit Mikro- und Makroplastik-Partikeln in deutschen Küsten-Gewässern und Flüssen erhoben werden sowie verschiedene Probentechniken ausprobiert werden. In den kommenden 5 Jahren soll sich ein gefördertes Projekt mit erfahren Projektpartnern anschließen. Mit dem Forschungs- und Medienschiffes ALDEBARAN steht eine bewährte Forschungs- und Kommunikations-Plattform zur Verfügung, die sowohl in Küstengewässern wie auch auf Flüssen eingesetzt werden kann. Der Abfall in den Weltmeeren beläuft sich mittlerweile auf über einhundert Millionen Tonnen. Drei Viertel des Mülls im Meer bestehen aus Kunststoffen, deren Abbau Jahrhunderte benötigt. Vor allem Verpackungsmaterialien sowie Abfälle aus Fischerei und Schifffahrt wie Netzreste oder Taue bewirken, dass pro Jahr nach Schätzungen rund eine Million Seevögel und weitere 100.000 Meereslebewesen umkommen. Aus dem PLARIMAR-Projekt hat sich das Netzwerk Plamowa entwickelt, ein Netzwerk bestehend aus ca. 30 Partnern aus Wissenschaft und Wirtschaft, das gefördert durch das Bundeswirtschaftsministerium sich seit 2015 mit der Identifizierung von Plastik in Gewässern beschäftigt.

## Publikationen
Seit 1980 erscheinen die DGM-Mitteilungen. Diese beinhalten unter anderem Artikel zu aktuellen Themen aus der Meeresforschung, der nationalen und europäischen Förderpolitik und Buchbesprechungen.
Des Weiteren veröffentlicht die DGM alle drei Jahre das sogenannte Who’s Who in der DGM, in dem sich registrierte Mitglieder unter Angabe ihres Tätigkeitsfeldes vorstellen können. Der Arbeitskreis Geschichte der Meeresforschung veröffentlicht seit 1992 das Historisch-meereskundliche Jahrbuch. Ab Band 3 übernahm das Deutsche Meeresmuseum in Stralsund die Herausgabe. Das Jahrbuch ist bisher weltweit das einzige Veröffentlichungsorgan, das ausschließlich der Geschichte der Meeresforschung gewidmet ist.
Zudem bringt der Arbeitskreis „Studium und Lehre“ als Veranstalter von YOUMARES ca. monatlich erscheinende Newsletter heraus. Im Rahmen der jährlichen YOUMARES-Tagung wird ein gedruckter Tagungsband, der seit 2012 'Recent Impulses to Marine Science and Engineering' (RIMSE) heißt, publiziert.